# Шрути
Шру́ти (санскр. श्रुति IAST: śruti «услышанное») — канон священных текстов индуизма, изначальные богооткровенные ведийские тексты. Согласно принятой в современной индологической науке точке зрения, они не относятся к какому-то определённому историческому периоду, а принадлежат к различным этапам развития индуизма — от времени, когда были составлены самые древние ведийские тексты — до послеведийского периода упанишад канона муктика. Другой основной категорией священных писаний индуизма являются смрити, которые основываются на авторитете шрути.
В индуизме тексты шрути считаются апаурушея — богооткровенными, не имеющими автора. Они представляют собой вечное трансцендентное знание, запись «космических звуков истины». Согласно традиции индуизма, это знание передавалось в устной форме святыми мудрецами со времён появления вселенной, и затем, в начале нынешней эпохи Кали-юги, было поделено на четыре Веды и кодифицировано. Литература шрути обычно классифицируется согласно делению Вед на четыре части:
1. Ригведа — «Веда гимнов»
2. Яджурведа — «Веда жертвенных формул»
3. Самаведа — «Веда песнопений»
4. Атхарваведа — «Веда заклинаний»

К каждой из этих Самхит (сборников мантр) позднее были добавлены комментарии различных ведийских школ (шакх), Брахманы, а также философские трактаты Араньяки и Упанишады. Все эти тексты относятся к канону шрути.
Хотя «Бхагавадгиту» принято относить к текстам смрити, она зачастую принимается как писание, равное по значимости со шрути. Так, «Бхагавадгиту» называют «Гита-упанишадой» и считают одной из упанишад. «Махабхарата», в состав которой входит «Бхагавадгита», рассматривается учёными и многими индуистами как текст смрити, но почитается в школах вайшнавской веданты как шрути и часто, наряду с Пуранами, называется «Пятой Ведой».
Хотя «Бхагавата-пурану», также как и остальные Пураны, относят к категории писаний смрити, такие её отрывки, как чатур-шлоки принимаются некоторыми вайшнавскими ведантическими течениями как шрути.
В «Веданта-сутрах», «Махабхарате» и «Ману-смрити» утверждается, что к изучению шрути могут быть допущены только дваждырождённые.
В Законах Ману сказано: «Под священным откровением (IAST: śruti) разумеется Веда, а под священным преданием (smṝti) — шастры, [содержащие предписания] дхармы; эти оба во всех делах не должны быть оспариваемы, так как дхарма возникла от них». (Глава 2, шлока 10. Перевод С. Д. Эльмановича проверенный и исправленный Г. Ф. Ильиным)